# Amitermes silvestrianus
Amitermes silvestrianus är en termitart som beskrevs av Light 1930. Amitermes silvestrianus ingår i släktet Amitermes och familjen Termitidae. Inga underarter finns listade i Catalogue of Life.